# Hellmuth Kleinsorge
Hellmuth Kleinsorge (* 12. April 1920 in Beuel; † 7. Juli 2001) war ein deutscher Mediziner.

## Leben
Kleinsorge wurde 1953 nach seiner Habilitation zum Direktor der Medizinischen Poliklinik in Jena berufen. In den Jahren 1958 bis 1960 war er Dekan der Medizinischen Fakultät in Jena. 1953 wies er erstmals die blutzuckersenkende Wirkung des Sulfonylharnstoffes Carbutamid nach. 1958 entdeckte er die antiarrhythmische Wirkung des Ajmalins.
Wegen der Verweigerung einer Zustimmung zum Mauerbau verließ er 1962 Jena und wurde ärztlicher Direktor des Bezirkskrankenhauses Schwerin. 1968 floh er in die Bundesrepublik Deutschland. Dort wurde er Forschungsleiter bei der Knoll AG, später BASF und erhielt eine Professur an der Fakultät für Klinische Medizin Mannheim der Universität Heidelberg.
Von 1981 bis 1987 war er Hauptgeschäftsführer der Medizinisch-Pharmazeutischen-Studiengesellschaft und wissenschaftlicher Berater der Paul-Martini-Stiftung. In den Jahren 1987 bis 1992 war er einer der Herausgeber der Neuen Ärztlichen, einer Tageszeitung für Ärzte aus dem Haus der Frankfurter Allgemeine Zeitung.
Außerdem gehörte er von 1986 bis 1997 der Zulassungskommission A des Bundesgesundheitsamtes und nach dessen Auflösung und Umstrukturierung des Bundesinstituts für Arzneimittel und Medizinprodukte als Mitglied beziehungsweise als stellvertretender Vorsitzender an.
Bis zu seinem Tode war Hellmuth Kleinsorge als Berater für wissenschaftliche Verlage, pharmazeutische Unternehmen und staatliche Dienststellen tätig.

## Preise und Auszeichnungen
- 1963: Purkinje-Medaille der tschechoslowakischen Purkinje-Gesellschaft, Prag
- 1980: Ernst-von-Bergmann-Plakette
- 1983: Ehrenreflexhammer des Marburger Bundes
- 1987: Bundesverdienstkreuz am Bande
- 1989: Von Mering und Minkowski-Medaille der Deutschen Diabetes Gesellschaft
- 1990: Ehrenmedaille des Berufsverbandes der Klinischen Pharmakologen

## Veröffentlichungen (Auswahl)
- mit G. Klumbies: Psychotherapy in a university’s medical polyclinic. In: Ärztliche Wochenschau. 5 (35), 8. Sep 1950, S. 665–668.
- Decrease of blood sugar under the effect of sulfonamides. In: Z Arztl Fortbild (Jena). 50 (10), 15. Mai 1956, S. 407–411.
- Sulfonamide treatment of diabetes mellitus. In: Med Klin (Munich). 51 (29), 20. Jul 1956, S. 1222–1224.
- Vergleichende Untersuchungen der inotropen Herzwirkung von Ajmalin und Procainamid. In: Klinische Wochenschrift. 38 (6), 1960, S. 290–291.
- mit Gerhard Klumbies: Technik der Hypnose für Ärzte. Fischer Verlag, Jena 1962.
- The use of the drugs in man for the first time – The inescapable conditions and the problems. In: Med Klin. 71 (26), 25. Jun 1976, S. 1093–1108.
- Hypnose – Methodik und Indikation. Gustav Fischer Verlag, Stuttgart 1986.
- Selbstentspannung und gezieltes Organtraining: Trainingsheft für das autogene Training. Gustav Fischer Verlag, Stuttgart 1974.
- Hypnosis and relaxation technics. In: Z Psychosom Med Psychoanal. 36 (2), 1990, S. 132–137, Review.